# Blåfrakkerne
Blåfrakkerne (originaltitel 'Les tuniques bleues) er en humoristisk tegneserie, som oprindelig er skrevet af Raoul Cauvin og tegnet af Lambil (Willy Lambillotte). Den omhandler de to venner, korporal Blutch og sergent Cornelius Chesterfield, der kæmper på nordstaternes side i den amerikanske borgerkrig.
28 af de første 36 album blev udgivet af Interpresse, Carlsen og Egmont.
Siden 2011 har Forlaget Zoom udgivet serien på dansk. De har udgivet alle de album, som de tidligere forlag ikke havde udgivet, samt genudgivet en stor del af de andre. 

## Baggrund
Serien blev første gang udgivet omkring 1970, og var oprindeligt et samarbejde mellem Cauvin og Salvé (Louis Salvérius), der tegnede albummene 1-4 samt 9 og 10 i den belgiske udgivelsesrække. Salvé døde dog allerede som 42-årig, hvorefter Lambil overtog tegnearbejdet.
Den originale belgiske serie er ultimo 2022 nået til album nr. 66.

## Album
1. Yankee-kosakkerne (1977)
2. Blåt i sort-hvid (1976)
3. Robertsonville's lyksaligheder (1974)
4. Højt at flyve... (1976)
5. Bronco Benny (1980)
6. Det store mudderbad (1978)
7. Hane-kyllingen (1979)
8. Buksevand til de blå (1975)
9. Blutch redder (h)æren (1979)
10. Bag sjantens skørter (1981)
11. Dengang jeg drog afsted... (1982)
12. De blå går i dybden (1982)
13. Black Face (1983)
14. De fem galgenfugle (1984)
15. Blutch på frierfødder (1985)
16. Fætre i sneen (1985)
17. De blå får på puklen (1986)
18. De blå i vildmarken (1987)
19. Slaget ved Bull Run (1987)
20. De blå går til balletten (1988)
21. Hukommelsestab (1989)
22. Rose of Bantry (1989)
23. Drummer Boy (1990)
24. De blå går agurk! (1991)

Desuden er Blåfrakkerne udgivet i Trumf-serien:
Trumf 13: Farlig transport (1972)
Trumf 21: Fra Syd og Nord (1972)
Tempo er relanceret i 2008
Tempo 1: De blå ser rødt (2008)  Captain Nepel (1993)
Tempo 8: Quantrill (2009)

## Ekstern henvisning
- Blåfrakkerne på ComicWiki

| Taleboble | Spire Denne tegneserieartikel er en spire som bør udbygges. Du er velkommen til at hjælpe Wikipedia ved at udvide den. |